# Lydlov
En lydlov er en regelbunden lydovergang.
Kendte eksempler på lydlove er Grimms lov og Verners lov.
| Sprog | Spire Denne artikel om sprog er en spire som bør udbygges. Du er velkommen til at hjælpe Wikipedia ved at udvide den. |